# NXT Women’s Championship
NXT Women’s Championship – tytuł mistrzowski kobiet profesjonalnego wrestlingu stworzony i promowany przez federację WWE oraz broniony przez zawodniczki należące do brandu NXT. Inauguracyjną mistrzynią była Paige.

## Historia tytułu

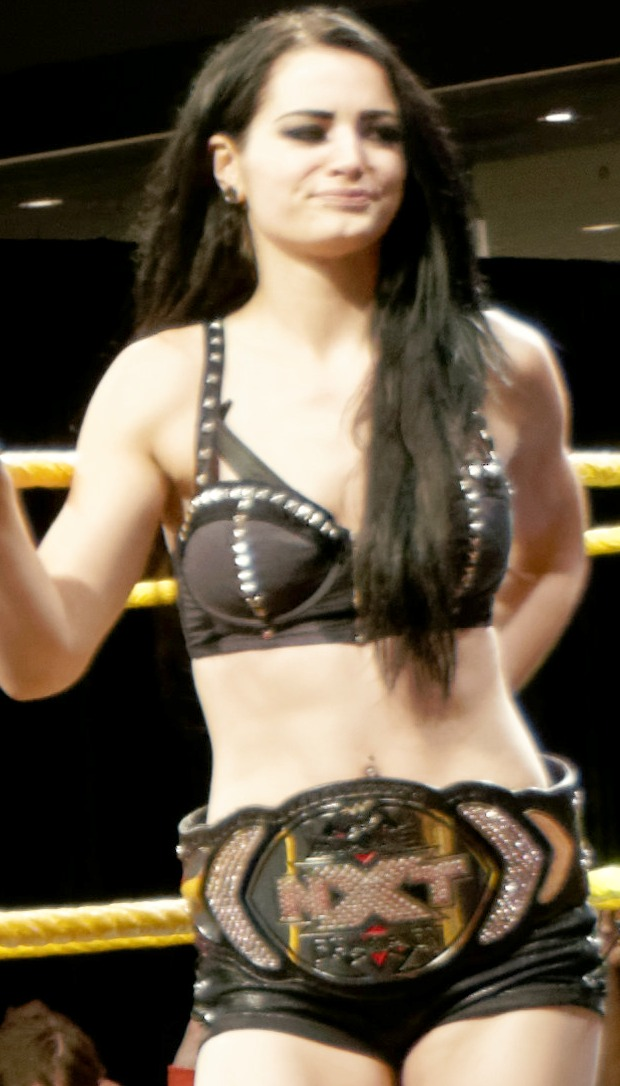
Pierwsza i najmłodsza mistrzyni Paige pokazana tutaj z pierwotną wersją pasa mistrzowskiego, stosowaną w latach 2013–2017

Mistrzostwo po raz pierwszy zostało pokazane 5 kwietnia 2013 na WrestleMania Axxess. 30 maja 2013 (wyemitowano 5 czerwca), Stephanie McMahon ogłosiła, że odbędzie się turniej, w którym wezmą udział cztery wrestlerki z NXT i cztery z głównego rosteru, gdzie zwyciężczyni zostanie pierwszą posiadaczką NXT Women’s Championship. Pierwszą mistrzynią, ukoronowaną 24 lipca 2013. była Paige, która pokonała Emmę w finale turnieju.
Paige skutecznie obroniła jej tytuł podczas gali NXT Arrival przeciwko Emmie. W kwietniu John Layfield pozbawił ją tytułu, ponieważ kilka tygodni wcześniej Paige dołączyła do głównego rosteru i zdobyła WWE Divas Championship.
Podczas gali NXT TakeOver, Charlotte pokonała Natalyę w finale turnieju o zwakowany tytuł NXT Women’s Championship. Na gali NXT TakeOver: Rival Sasha Banks wygrała mistrzostwo w Fatal 4-Way matchu pokonując Charlotte, Bayley i Becky Lynch. Na NXT TakeOver: Brooklyn, Bayley wygrała tytuł pokonując Sashę Banks w bardzo wysoko ocenianej walce. 16 września na NXT, William Regal ogłosił walkę na NXT TakeOver: Respect pomiędzy Bayley i Banks w pierwszym w historii żeńskim 30-minutowym Iron Man matchu. Na gali, Bayley pokonała Banks w rewanżu o mistrzostwo.
1 kwietnia 2017 podczas WrestleMania Axxess generalny menadżer NXT William Regal ogłosił odnowienie wyglądów wszystkich pasów NXT. Nowy pas NXT Women’s Championship został zaprezentowany na gali NXT TakeOver: Orlando przed pojedynkiem Asuki z Ember Moon.

### Inauguracyjny turniej (2013)
|  | Ćwierćfinały | Ćwierćfinały |       |     | Półfinały | Półfinały |  |  | Finał | Finał |
|  |              |              |       |     |           |           |  |  |       |       |
|  |              |              |       |     |           |           |  |  |       |       |
|  |              |              |       |     |           |           |  |  |       |       |
|  | Tamina Snuka |              |       |     |           |           |  |  |       |       |
|  |              |              |       |     |           |           |  |  |       |       |
|  | Paige        | Pin          |       |     |           |           |  |  |       |       |
|  | Paige        | Pin          | Paige | Pin |           |           |  |  |       |       |
|  |              |              | Paige | Pin |           |           |  |  |       |       |
|  |              | Alicia Fox   |       |     |           |           |  |  |       |       |
|  | Bayley       |              |       |     |           |           |  |  |       |       |
|  |              |              |       |     |           |           |  |  |       |       |
|  | Alicia Fox   | Pin          |       |     |           |           |  |  |       |       |
|  | Alicia Fox   | Pin          | Paige | Pin |           |           |  |  |       |       |
|  |              |              | Paige | Pin |           |           |  |  |       |       |
|  |              | Emma         |       |     |           |           |  |  |       |       |
|  | Summer Rae   | Pin          |       |     |           |           |  |  |       |       |
|  | Summer Rae   | Pin          |       |     |           |           |  |  |       |       |
|  | Sasha Banks  |              |       |     |           |           |  |  |       |       |
|  | Summer Rae   |              |       |     |           |           |  |  |       |       |
|  |              |              |       |     |           |           |  |  |       |       |
|  |              | Emma         | Pin   |     |           |           |  |  |       |       |
|  | Emma         | Emma         | Pin   | Sub |           |           |  |  |       |       |
|  | Emma         |              |       | Sub |           |           |  |  |       |       |
|  | Aksana       |              |       |     |           |           |  |  |       |       |
|  |              |              |       |     |           |           |  |  |       |       |

### Turniej o zwakowany tytuł (2014)
|  | Ćwierćfinały | Ćwierćfinały |             |     | Półfinały | Półfinały |  |  | Finał | Finał |
|  |              |              |             |     |           |           |  |  |       |       |
|  |              |              |             |     |           |           |  |  |       |       |
|  |              |              |             |     |           |           |  |  |       |       |
|  | Bayley       |              |             |     |           |           |  |  |       |       |
|  |              |              |             |     |           |           |  |  |       |       |
|  | Sasha Banks  | Sub          |             |     |           |           |  |  |       |       |
|  | Sasha Banks  | Sub          | Sasha Banks |     |           |           |  |  |       |       |
|  |              |              |             |     |           |           |  |  |       |       |
|  |              | Natalya      | Sub         |     |           |           |  |  |       |       |
|  | Layla        | Natalya      | Sub         |     |           |           |  |  |       |       |
|  |              |              |             |     |           |           |  |  |       |       |
|  | Natalya      | Sub          |             |     |           |           |  |  |       |       |
|  | Natalya      | Sub          | Natalya     |     |           |           |  |  |       |       |
|  |              |              |             |     |           |           |  |  |       |       |
|  |              | Charlotte    | Pin         |     |           |           |  |  |       |       |
|  | Alicia Fox   | Charlotte    | Pin         |     |           |           |  |  |       |       |
|  |              |              |             |     |           |           |  |  |       |       |
|  | Alexa Bliss  | Pin          |             |     |           |           |  |  |       |       |
|  | Alexa Bliss  | Pin          | Alexa Bliss |     |           |           |  |  |       |       |
|  |              |              |             |     |           |           |  |  |       |       |
|  |              | Charlotte    | Pin         |     |           |           |  |  |       |       |
|  | Charlotte    | Charlotte    | Pin         | Pin |           |           |  |  |       |       |
|  | Charlotte    |              |             | Pin |           |           |  |  |       |       |
|  | Emma         |              |             |     |           |           |  |  |       |       |
|  |              |              |             |     |           |           |  |  |       |       |

## Wygląd pasa mistrzowskiego
Oryginalny pas NXT Women’s Championship miał owalną srebrną płytę środkową. Na górze płyty znajdowało się logo WWE. Na środku płyty znajdowało się logo NXT inkrustowane różowymi diamentami; za literą „X” znajdowała się czerwona kolorystyka. Nad logo NXT napis „Women’s”, a pod logo napis „Champion”. Były dwie boczne płyty, które były wąskie i pasowały do krzywizny płyty środkowej. Wewnętrzne płyty boczne były inkrustowane różowymi diamentami, podczas gdy zewnętrzne płyty boczne były czystymi srebrnymi płytami. Talerze były na czarnym skórzanym pasku. Kiedy po raz pierwszy zostało wprowadzone, logo WWE było długo istniejącym logo zdrapki, ale w sierpniu 2014 roku wszystkie wcześniej istniejące mistrzostwa WWE w tym czasie otrzymały niewielką aktualizację, zmieniając logo zdrapki na obecne logo WWE, które było pierwotnie używane na WWE Network.
1 kwietnia 2017 roku na WrestleMania Axxess, Generalny Menadżer NXT, William Regal, ogłosił, że wszystkie dotychczasowe pasy tytułowe NXT zostaną przeprojektowane. Nowe pasy mistrzowskie zostały zaprezentowane na TakeOver: Orlando tej samej nocy i wręczone zwycięzcom ich walki. Przeprojektowane mistrzostwa kobiet miały prawie identyczny wygląd jak przeprojektowane mistrzostwa NXT, w tym były na czarnym skórzanym pasku, ale z kilkoma zauważalnymi różnicami. Pasek był mniejszy, aby pasował do kobiecej talii. Litery „NXT” na środkowej płycie były srebrne zamiast złote, podczas gdy reszta płyty była złota. Inną różnicą było to, że pod logo WWE znajdował się baner z napisem „Women’s”. Zgodny z większością innych pasów mistrzowskich WWE, nowy projekt zawierał boczne płyty ze zdejmowaną częścią środkową, które można było spersonalizować za pomocą logo mistrza; domyślne tabliczki zawierały logo WWE.
2 kwietnia 2022 roku, podczas Stand & Deliver, panująca mistrzyni Mandy Rose zadebiutowała z nowym projektem pasa; jest w dużej mierze podobny do poprzedniej wersji (2017–2022), ale srebro za logo zostało zastąpione wielokolorową farbą (pasującą do schematu kolorów NXT 2.0), a litery „N” i „T” na płycie środkowej zostały zaktualizowane do stylu czcionki logo NXT 2.0. Zaktualizowano również domyślne płyty boczne, zastępując logo WWE logo NXT 2.0. Zgodnie ze wszystkimi innymi mistrzostwami kobiet w WWE, płyty są na białym skórzanym pasku zamiast na czarnym. Kiedy we wrześniu nazwa „NXT 2.0” powróciła do nazwy „NXT”, domyślne tabliczki boczne zostały zaktualizowane o nowe logo NXT.
Wraz z przeniesieniem NXT do The CW 1 października 2024 roku program otrzymał nowe logo. W rezultacie zarówno męskie, jak i żeńskie pasy mistrzowskie NXT otrzymały aktualizację w tym samym odcinku. Mają w większości ten sam design, co ich poprzednia wersja, ale z logo NXT z ery The CW na płycie środkowej i płytach bocznych, z większą ilością globu widoczną za logo na płycie środkowej. Wielokolorowa farba z wersji NXT 2.0 (2022–2024) również została usunięta, a płyty są teraz głównie srebrne ze złotymi akcentami.

## Panowania
Na stan z 28 maja 2025, było 20 mistrzyń; pierwsze dwie (Paige i Charlotte) zdobyły tytuł wygrywając turniej. Tytuł był zawieszany dwa razy. Pierwszą mistrzynią była Paige. Charlotte Flair, Shayna Baszler i Roxanne Perez to rekordowo dwukrotne zdobywczynie mistrzostwa. Najdłużej panującą mistrzynią jest Asuka, której panowanie trwało 510 dni, natomiast Kairi Sane panowała najkrócej, bo 71 dni; WWE uznaje drugie panowanie Charlotte Flair za najkrótsze (63 dni), które tak naprawdę nie jest najkrótsze i wynosi 73 lub 74 dni ze względu na to, że odcinek, w którym Flair zdobyła tytuł był nadawany z opóźnieniem. Najstarszą mistrzynią jest Shayna Baszler, która zdobyła tytuł po raz drugi w wieku 38 lat, a Paige to najmłodsza mistrzyni, zdobywając tytuł w wieku 20 lat.
Obecną mistrzynią jest Jacy Jayne, która jest w swoim pierwszym panowaniu. Pokonała poprzednią mistrzynię Stephanie Vaquer na odcinku NXT, 27 maja 2025.